# Nurfitriyana Saiman
Nurfitriyana Saiman (Giacarta, 7 marzo 1962) è un'ex arciera indonesiana.

## Palmarès
- Giochi olimpici

Seoul 1988: argento nella gara a squadre.
- Giochi del Sud-est asiatico

Giacarta 1987: oro nella gara a squadre e argento nell'individuale